# NGC 1850

NGC 1850 é um aglomerado aberto na constelação de Dorado. Foi descoberta por James Dunlop em 1826. É um aglomerado incomum, pois sua distribuição de estrelas é semelhante à de um aglomerado globular, mas diferente dos outros conjuntos globulares da Via Láctea é composto de estrelas jovens. Então, é um aglomerado de estrelas diferente de todos os outros aglomerados conhecidos na nossa galáxia.

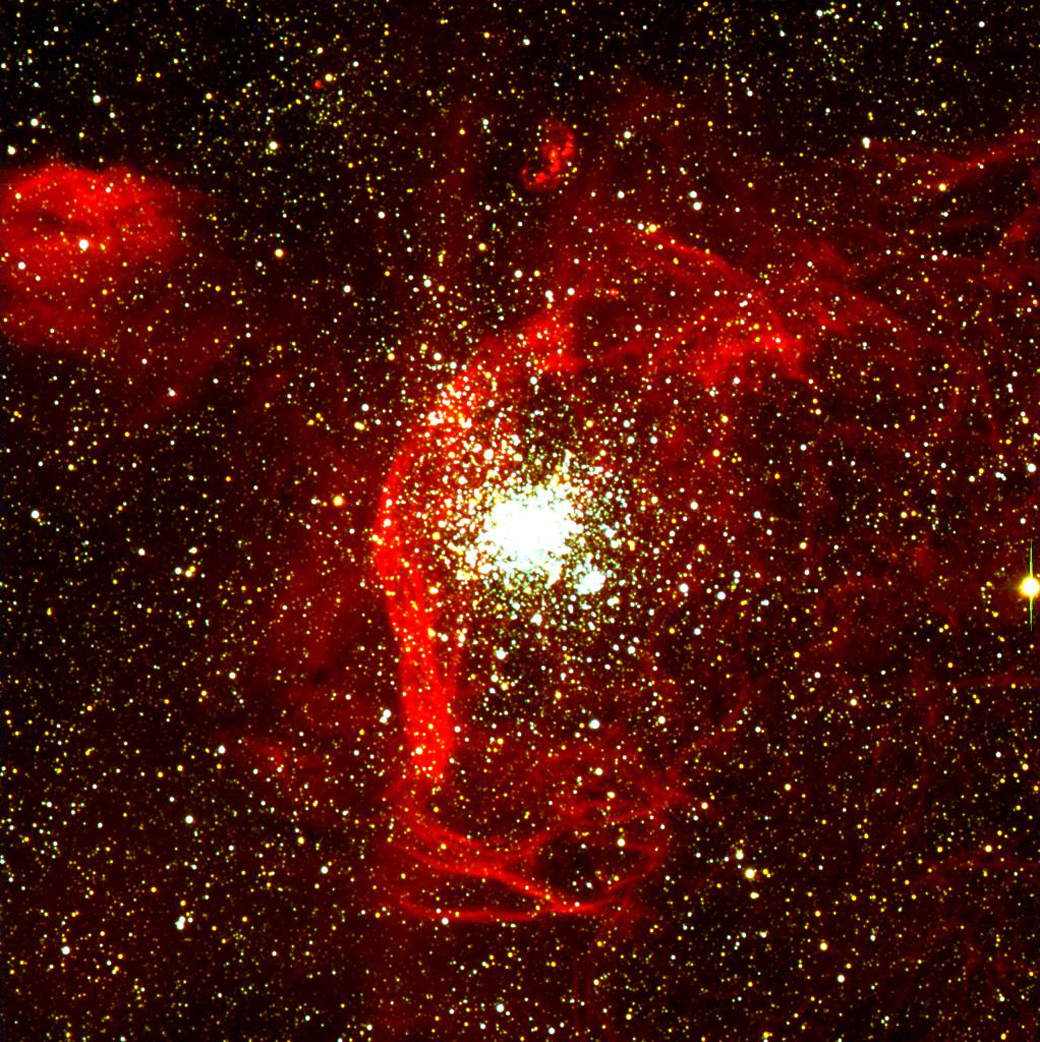
Imagem de NGC1850 mostrando o aglomerado estelar e a nebulosidade ao redor. Crédito: ESO